# Mathieu Valbuena
Mathieu Valbuena (Bruges, 28 de setembro de 1984) é um futebolista francês que atua como meia. Atualmente está sem clube.

## Clubes
Começou a jogar profissionalmente no Libourne, em 2004. Depois de duas temporadas no clube, destacou-se e chamou a atenção do Olympique de Marseille, que o contratou em 2006. Jogador muito raçudo com várias funções dentro de campo.
Após a Copa do Mundo FIFA de 2014, o FC Dinamo Moscovo, da Rússia, se interessou e comprou o pequeno jogador por 7 milhões de euros (cerca de R$ 21 milhões).
O Lyon o contratou em 11 de agosto de 2015 para três temporadas.
Em 27 de maio de 2019, Valbuena assinou por uma época pelo emblema grego do Olympiacos FC orientado pelo português Pedro Martins.
Valbuena deixou o Olympiacos, onde estava desde 2019 na Grécia e conseguiu grande impacto por lá, como tricampeão grego e uma vez vencedor da copa - foram 149 jogos disputados, com 18 gols e 33 assistências pelo caminho.

### Controvérsia
Em 5 de novembro de 2015, seu companheiro de seleção francesa Karim Benzema foi acusado formalmente pelo poder judiciário francês por associação criminosa, cobrando valores em dinheiro para não divulgar vídeo com conteúdo erótico de Valbuena.

### Seleção Francesa
Estreou pela Seleção Francesa principal em 26 de maio de 2010 em partida amistosa contra a Costa Rica. Compôs os elencos que participaram das Copas do Mundo de 2010 e 2014 e Eurocopa 2012.

## Títulos
Olympique de Marseille
- Copa da Liga Francesa: 2009–10 e 2010–11
- Campeonato Francês: 2009–10
- Supercopa da França: 2010

### Prêmios individuais
- 68º melhor jogador do ano de 2012 (The Guardian)[5]